# La vedova scaltra
La vedova scaltra és una obra dramaticomusical en tres actes composta  per Ermanno Wolf-Ferrari sobre un llibret en italià de Mario Ghisalberti, basat en La vedova scaltra de Carlo Goldoni. Es va estrenar el 5 de març de 1931 al Teatro dell'Opera di Roma de Roma, dirigida per Gino Marinuzzi.
El compositor Giovanni Cesare Pascucci, l'any 1880, ja havia escrit també una òpera amb el mateix nom.